# Kwangmyŏngsŏng-4
Kwangmyongsong-4  (Estrella Brillante-4 en español.)  es un satélite de observación de la tierra lanzado por Corea del Norte el 7 de febrero de 2016 a las 00:29 UTC, utilizando una lanzadera Unha-3

El satélite fue colocado en una órbita sincrónica al sol con un ángulo inclinado de 97,5 grados con periápside a los 465 km y un apoápside a los 502 km.

## Crítica

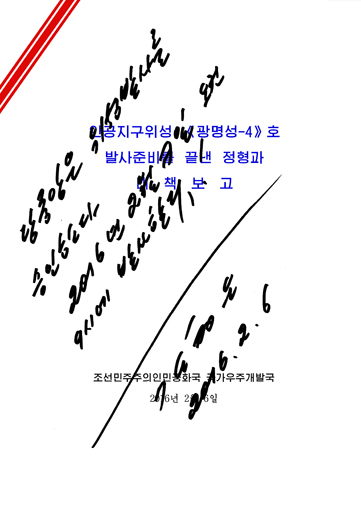
Orden del lanzamiento del satélite firmada por Kim Jong-un

El lanzamiento ha sido acusado de ser una prueba de un misil prohibido (El Unha es una versión de lanzadera espacial del Taepodong-2) capaz de hacer un ataque los Estados Unidos.

### Reacciones
Alemania: El Ministro de Asuntos Exteriores de Alemania, Frank-Walter Steinmeier criticó el lanzamiento : «Condeno contundentemente el lanzamiento de hoy de un misil balístico por parte de Corea del Norte. El país ha ignorado de nuevo las advertencias de la comunidad internacional»
 Argentina: A través de una declaración del Ministerio de Relaciones Exteriores, Argentina condenó el lanzamiento, «El Gobierno Argentino manifiesta que este tipo de actitudes efectuadas por la República Popular Democrática de Corea generan inestabilidad en la región, representan una amenaza a la seguridad internacional y no contribuyen a lograr la pacificación en la península coreana.»
 Chile: Mediante un documento emitido por el Ministerio de Relaciones Exteriores, el gobierno chileno condenó el lanzamiento, «El Gobierno de Chile expresa su condena por el lanzamiento de un cohete de largo alcance con capacidad de ser utilizado como vector balístico intercontinental, desde territorio de la República Popular Democrática de Corea.»
 China: Hua Chunying, portavoz del Ministerio de Relaciones Exteriores chino dijo «China expresa pesar que Corea del norte, pese a la oposición generalizada de la comunidad internacional, insistió sobre el uso de tecnología de misiles balísticos para llevar a cabo un lanzamiento.»
 Corea del Sur: Park Geun-hye, presidenta de Corea del Sur, llamó el lanzamiento como un «desafío a la paz mundial.»
 Estados Unidos: El Secretario de Estado de los Estados Unidos, John Kerry afirmó que: «Esta es la segunda vez en poco más de un mes que la RPDC ha elegido para llevar a cabo una gran provocación, amenazando no sólo la seguridad de la península coreana, si no también la región y los Estados Unidos»
 Francia: Francia exhortó una respuesta "rápida y severa" del Consejo de Seguridad de la ONU.
 Japón: El gobierno japonés anunció que había presentado una protesta "grave" a través de su Embajada.
 México: La Secretaría de Relaciones Exteriores condenó el lanzamiento, «México lamenta este tipo de acciones, dado que obstaculizan los esfuerzos de la comunidad internacional por propiciar un ambiente de paz y cooperación en la Península Coreana y en el noreste de Asia.»
 Paraguay: Mediante un comunicado el gobierno paraguayo condenó el lanzamiento, «La violación de las resoluciones 1718 y 1874 del Consejo de Seguridad de la ONU generan un clima de tensión y de amenaza que obstaculiza el pleno funcionamiento de los mecanismos internacionales que propugnan el desarme nuclear y la no proliferación de ensayos nucleares.»
 Reino Unido: Después de noticias de la lanzamiento del Secretario de relaciones exteriores Philip Hammond dijo: «En la realización de esta provocación, Corea del Norte ha demostrado claramente que prefiere dar prioridad al desarrollo de programas nucleares en vez de mejorar el bienestar de su pueblo.»
 Rusia: «Pyongyang hizo caso omiso de los llamamientos de la comunidad internacional y volvió a cometer una violación flagrante de las normas del derecho internacional», indicó un comunicado del ministerio ruso de Relaciones Exteriores. El Ministro de Asuntos Exteriores de Rusia, Serguéi Lavrov ha mantenido conversaciones con su homólogo japonés, Fumio Kishida
 Organización de las Naciones Unidas: Ban Ki-moon, Secretario General de Naciones Unidas afirmó que el lanzamiento es profundamente lamentable y que viola las resoluciones del Consejo de Seguridad de Naciones Unidas
 Organización del Tratado del Atlántico Norte: El secretario general de la OTAN, Jens Stoltenberg, también ha condenado el lanzamiento del cohete,  Stoltenberg ha subrayado que el lanzamiento «Es una violación directa de cinco resoluciones del Consejo de Seguridad de Naciones Unidas»